# Rainer Pappon
Rainer "Tankred" Pappon é um guitarrista brasileiro. 
Em 2012, ele foi eleito pela revista Rolling Stone Brasil um dos  70 Mestres Brasileiros da Guitarra e do Violão, que assim o descreveu: "Pappon poderia ser considerado um guitarrista de fusion ou de jazz rock, mas sua extensão musical vai além disso, acumulando influências de Frank Zappa, Robert Fripp, Hermeto Paschoal, Egberto Gismonti e outros nomes vanguardistas.".
Rainer é um dos fundadores da "The Central Scrutinizer Band", banda cover do Frank Zappa, que teve o reconhecimento do próprio Frank em 1991.

## Discografia

### Solo
- 1993 - O Alemão Da Guitarra Verde
- 1998 - The Blurps
- 2012 - Copo D'água
- 2022 - Ninguém

### com sua banda "RTP Trio"
- 2006 - Tankred
- 2008 - Live in Havaí (DVD)[3]